# Primeira Casa de Herbert e Katherine Jacobs
A Primeira Casa de Herbert e Katherine Jacobs é uma residência particular localizada na cidade de Madison em Wisconsin, Estados Unidos. Foi projetada pelo arquiteto Frank Lloyd Wright para a família do jornalista Herbert Jacobs e construída em 1937, sendo considerada a primeira casa usoniana de Wright. A casa é uma estrutura em formato de "L" com 144 metros quadrados. Foi listada como um Marco Histórico Nacional dos Estados Unidos em 2003 e como um Patrimônio Mundial da UNESCO em 2019, fazendo parte do conjunto Arquitetura do Século XX de Frank Lloyd Wright junto com outras sete estruturas.
A casa foi um de três grandes projetos de Wright na década de 1930. A maioria de seus clientes até então tinham sido pessoas ricas, porém Jacobs era um jovem jornalista do The Capital Times que ganhava apenas 35 dólares por semana. Jacobs pediu a Wright em agosto de 1936 que projetasse uma residência de até cinco mil dólares, com o arquiteto elaborando os planos em dois meses. A estrutura e o terreno acabaram custando 5,5 mil dólares, tornando-se tão popular que a família chegou a cobrar ingressos para visitantes. A família viveu no local até 1942, quando mudaram-se para uma fazenda cuja casa também foi projetada por Wright. A casa original foi revendida várias vezes pela década seguinte até ser comprada em 1982 pelo historiador de arte James Dennis, que iniciou um grande processo de restauração da estrutura; ele permanece o dono até hoje.
A estrutura é dividida em duas alas que são paralelas aos lados norte e oeste do terreno. Possui uma fachada de madeira e tijolos para o lado da rua, bem como grandes janelas e portas de vidro diante de um quintal ao sudeste. A casa está em cima de uma fundação de concreto com um sistema de aquecimento radiante embutido no chão, sendo coberta por três níveis de telhados retos com beirais protuberantes. Há uma chaminé de tijolos e uma garagem coberta, com esta também abrigando a entrada principal. A ala oeste inclui a sala de estar e um nicho para jantar, com o banheiro e um espaço combinado de cozinha e área de serviço dentro do núcleo da chaminé. Na ala norte estão três quartos, bem como um aposento chamado de "oficina".

## Local
A Primeira Casa de Herbert e Katherine Jacobs está localizada no número 441 da Avenida Toepfer em Madison, no estado de Wisconsin, Estados Unidos, aproximadamente 4,8 quilômetros ao sudoeste do Capitólio Estadual do Wisconsin. A propriedade consiste em dois lotes no lado leste da Avenida Toepfer, medindo ao todo 36,5 por 38,4 metros. O local é parte de Westmorland, uma subdivisão do Condado de Dane que já foi politicamente separada de Madison. O canto sudeste da propriedade desce em declive em direção ao Lago Wingra há vários quarteirões de distância, também existindo uma crista que corre de noroeste a sudoeste sob a casa. O edifício em si fica em uma plataforma com vista para a encosta. A estrutura ocupa o canto noroeste do terreno, com uma ala ficando a 9,1 metros de distância do limite oeste e a outra ala recuada aproximadamente 1,8 metro do limite norte. O terreno estava vazio quando foi adquirido pela família do jornalista Herbert Jacobs, tendo uma vista para o lago.
A planta baixa dá as costas para a rua, parcialmente cercando um quintal, que está geograficamente no centro do terreno. A posição da casa maximizou o tamanho do quintal ao mesmo tempo que reduziu o custo da entrada de automóveis a partir da rua. A disposição permitiu que o arquiteto Frank Lloyd Wright tratasse o quintal como um espaço interno. Wright sugeriu aplanar do terreno ao sudeste da plataforma da casa e construir um jardim aproximadamente 91 centímetros abaixo da casa, mas esta ideia não foi levada adiante. Os planos tinham uma fileira de árvores em um dos lados do jardim, bem como uma seção para a plantação de vegetais.

## História
Wright tinha projetado casas principalmente para clientes ricos até a década de 1930, quando também começou a projetar casas usonianas mais baratas para a classe média. De forma geral, essas casas tinham planos abertos, pisos com grades geométricas, aquecimento no chão, garagem coberta e ausência de porão; também muitas vezes eram arranjadas em "L" ou "T". Wright por duas décadas experimentou com ideias para residências mais baratas, como a Casa de Malcolm Willey em Minneapolis. Ele inicialmente projetava suas casas mais baratas para amigos e familiares. Wright projetou mais de trezentas casas usonianas, incluindo 140 que foram construídas.

### Desenvolvimento

#### Comissão

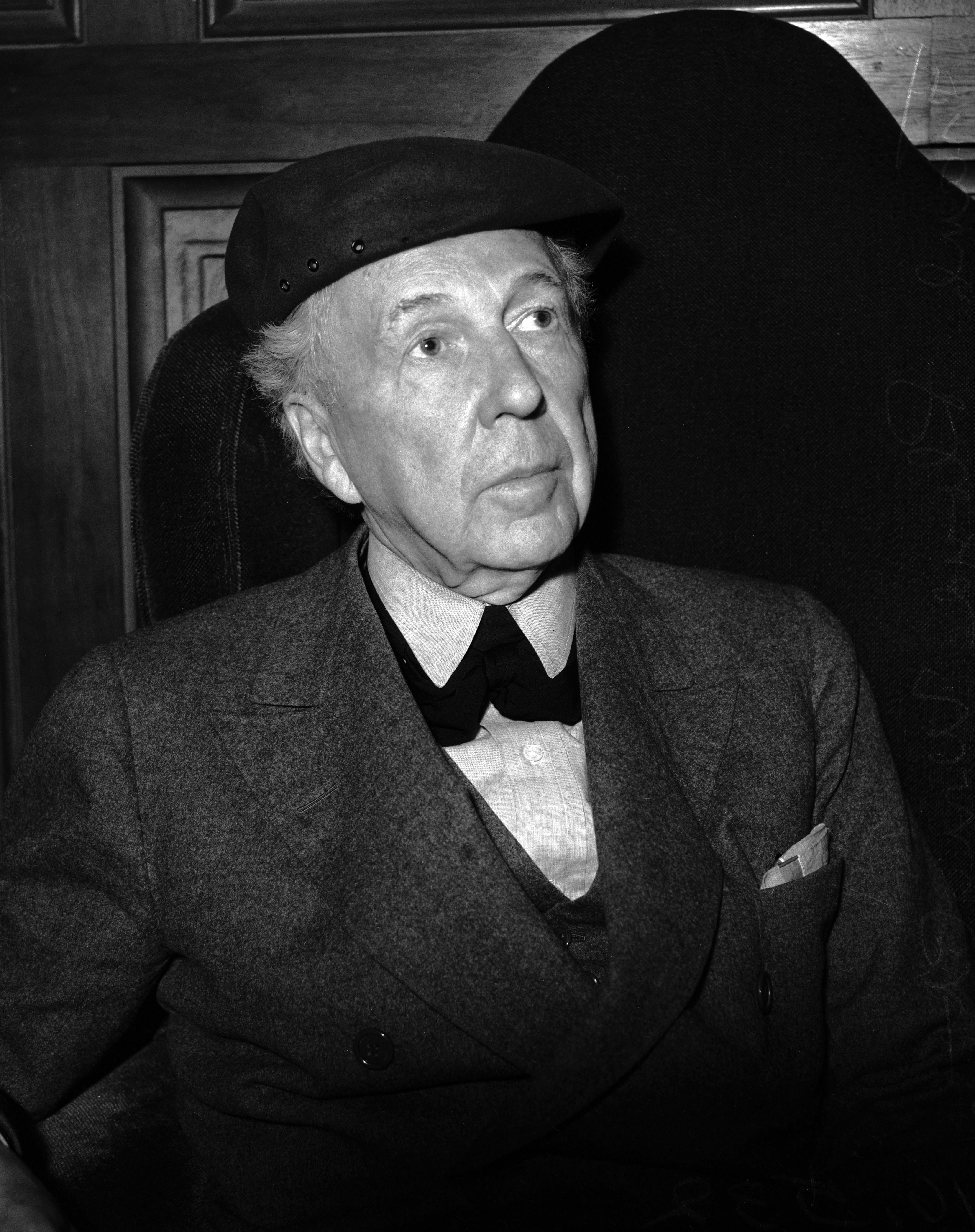
Wright c. 1930

A Casa Jacobs foi um de três grandes edifícios projetados por Wright na década de 1930, com os outros tendo sido a Sede da Johnson Wax em Racine e a Casa da Cascata na Pensilvânia. A casa foi construída para a família de Herbert Jacobs, que recentemente tinha começado a trabalhar para o jornal The Capital Times de Madison depois de trabalhar no Milwaukee Journal. Jacobs tinha se formado em jornalismo na Universidade Harvard, enquanto sua esposa Katherine Wescott tinha recém se formado no Colégio Ripon. Eles viviam na época no número 1143 da Avenida Sherman. O casal queria desenvolver uma residência onde poderiam viver com sua filha recém-nascida, mas não tinham condições de arcar com uma casa grande. Jacobs tinha 33 anos na época e estava começando sua carreira. A família tinha um orçamento modesto de cinco mil ou 5,5 mil dólares para sua casa, porém as residências típicas da época custavam três vezes mais. Jacobs comentou posteriormente que ele e Katherine desejavam uma casa de tijolos brancos no estilo Neocolonial Neerlandês.
O salário de Jacobs na época que ele decidiu construir sua casa era de 35 dólares por semana, enquanto a família tinha uma poupança de 1,6 mil dólares. A família soube pela primeira vez dos trabalhos de Wright por meio de Harold Wescott, primo de Katherine, que durante um verão estudou em Taliesin, o estúdio de Wright. Eles estavam inicialmente relutantes em contratar Wright, considerando-o um "arquiteto para milionários", mesmo com ele estando naquele momento conseguindo grandes trabalhos depois de vários anos de subemprego. Wescott os encorajou até o casal concordar em se encontrar com Wright em Taliesin; Katherine supostamente ficou atraída pela preferência de Wright por plantas abertas.
A família dirigiu oitenta quilômetros em agosto de 1936 até Taliesin. Jacobs, ao se encontrar com Wright, supostamente lhe disse "O que este país precisa é uma casa de cinco mil dólares decente", pedindo para Wright projetar uma residência de cinco mil dólares para eles. Wright avisou o casal de que eles talvez não ficassem satisfeitos com um projeto de cinco mil dólares porque a "maioria das pessoas quer uma casa de dez mil dólares por cinco mil dólares", porém os Jacobs mesmo assim insistiriam que queriam construir uma casa por esse valor. Levando em conta a comissão de dez por cento de Wright, a casa em si só poderia ser construída com até 4,5 mil dólares, incluindo o terreno. Wright na época tinha acabado de projetar a Casa da Cascata e a Casa Hanna–Honeycomb, ambas as quais custaram dezenas de milhares de dólares cada.

#### Projeto e terreno

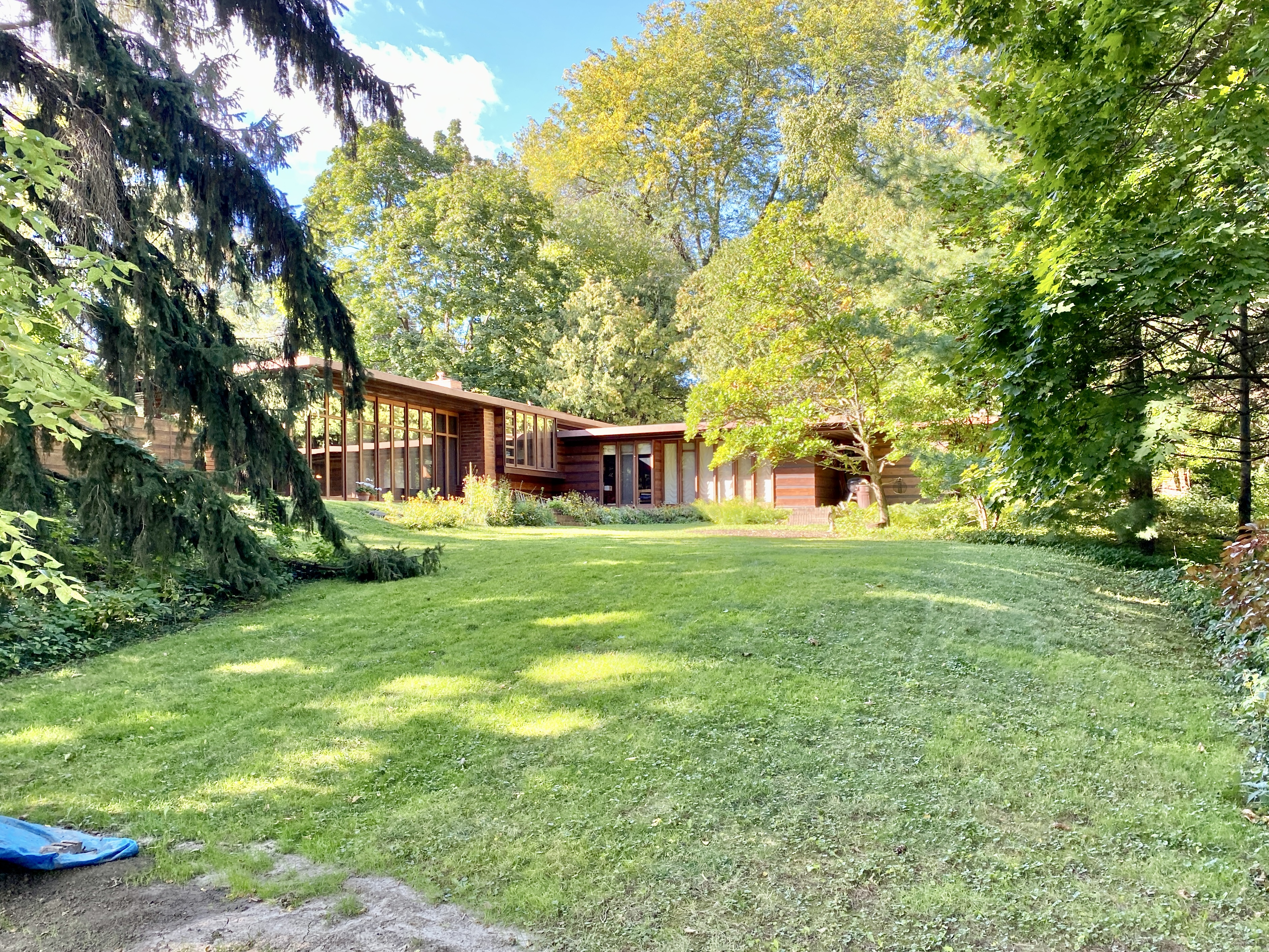
A Casa Jacobs vista da Avenida Birch, com boa parte do terreno e quintal visíveis

O autor Brendan Gill descreveu os Jacobs como "em um estado de inocência altamente desfavorecida" sobre os custos da casa. Por exemplo, eles inicialmente achavam que os cinco mil dólares incluíam a aquisição do terreno e que a casa poderia ser construída em três meses. Jacobs escreveu para Wright quando descobriu que o preço não incluía os custos do terreno e pediu que a casa fosse diminuída de três para dois quartos. O arquiteto também afirmou que não poderia começar projeto antes que um terreno fosse escolhido. A equipe de Taliesin não poderia escolher terrenos por conta própria, pois estavam ocupados com outros projetos. A família acabou comprando um terreno em Westmorland. O local ficava no lado oeste da Avenida Toepfer, media 18,2 por 36,5 metros e custou oitocentos dólares, metade do que os Jacobs tinham disponíveis. Jacobs queria aposentos com pés direito altos o bastante para acomodar sua altura de 1,85 metro, brincando de que deveria poder andar livremente sem tirar seu chapéu. O casal também pediu bastante espaço para armários, enviando uma longa lista de exigências que Wright praticamente ignorou.
Wright esboçou os planos para a Casa de Herbert e Katherine Jacobs dois meses depois de ser contratado, reutilizando um projeto nunca construído que tinha criado para a família Hoult em 1935 ou 1936. Ele projetou uma estrutura em formato de "L" com aproximadamente 140 metros quadrados, consistindo em um espaço de convivência em plano aberto e três quartos. Wright sugeriu que a família instalasse um sistema de aquecimento radiante, uma tecnologia altamente experimental na época, além de um telhado reto e "paredes sanduíche" finas. O projeto abrangia toda a largura do lote de dezoito metros, significando que não existiria recuo em relação aos lotes ao redor. A família então decidiu adquirir um terreno maior, possivelmente seguindo uma sugestão de Wright. Os Jacobs trocaram seu terreno original por dois lotes que juntos mediam 36,5 por 38,4 metros do outro lado da rua no número 441, gastando todas as suas economias restantes. A família usaria apenas a parte norte dos dois lotes e poderiam vender os dezessete metros mais ao sul caso desejassem. A troca de terrenos também afetou o quanto de luz do Sol a casa receberia, já que sua orientação precisou ser invertida.

#### Construção

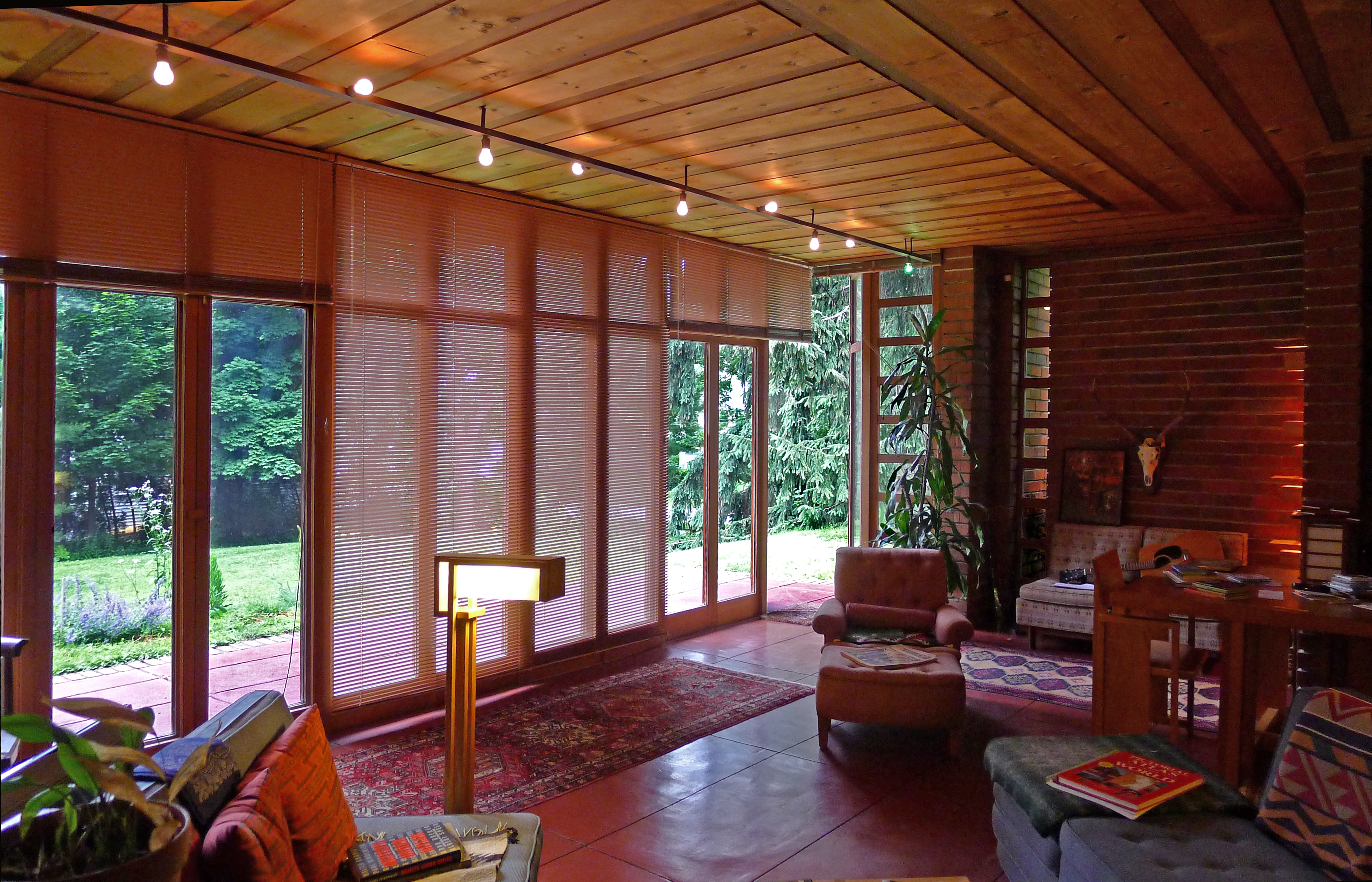
A sala de estar

Os Jacobs se candidataram a um empréstimo na Administração Federal de Habitação para financiarem a casa, porém foram rejeitados porque os regulamentos impediam que estruturas com telhados planos obtivessem empréstimos. O casal conseguiu uma hipoteca de 4,5 mil dólares de um banqueiro fã dos trabalhos de Wright. A família recebeu os desenhos da casa em 15 de novembro de 1936. Eles contrataram P. Bert Grove como empreiteiro geral, tendo antes considerado comprar um terreno dele. Grove terceirizou boa parte do trabalho para outras empresas porque não tinha uma equipe de construção dedicada. O desenvolvimento da casa brevemente parou no final do ano depois de Wright ter pegado uma pneumonia, impedindo-o de lidar com questões que surgissem. Além disso, para economizar dinheiro, Wright não exigiu que Grove aderisse a um cronograma específico; consequentemente, Grove e seus terceirizados priorizaram outros projetos, construindo a Casa Jacobs em seu tempo livre.
A construção começou em 2 de junho de 1937. O porão e fundação de concreto foram derramados um mês depois, com os canos de aquecimento sendo em seguida embutidos na fundação. A família frequentemente ficava procurando meios para economizar dinheiro. Por exemplo, para economizar 35 dólares, eles pediram a Wright que um beiral fosse encurtado em 61 centímetros. O casal conseguiu janelas de edifícios de lojas de departamentos, assim precisaram pagar apenas pelas armações, enquanto Jacobs recuperou folhas de ouro da sinalização da loja. Os construtores usaram seções de parede pré-fabricadas unidas nos cantos, enquanto dois primos de Katherine foram contratados para criarem as mobílias. Jacobs ajudou pessoalmente com alguns aspectos, instalando os forros embaixo dos beirais e as telhas. Mesmo assim, ele ficou preocupado sobre ficar sem dinheiro, especialmente pelo aumento dos custos de fornecimento.
Wright fez algumas mudanças no projeto durante a construção, reduzindo a altura do telhado acima do banheiro e ajustando o desenho das janelas. O arquiteto em certo momento pediu para Grove aumentar o comprimento de um dos beirais; quando Grove reclamou sobre o aumento dos custos, Wright o instruiu a reduzir a altura da parede de tijolos embaixo. Além disso, o projeto original não tinha apoios adequados para a janela da alcova de jantar, forçando os Jacobs e alguns aprendizes de Taliesin a adicionarem pegões de tijolos como reforços. Jacobs destacou que as camadas intermediárias das "paredes sanduíche" de madeira ficavam caindo constantemente.
A plataforma de concreto acima do sistema de aquecimento foi construída até agosto e os trabalhadores então começaram a erguer as paredes de alvenaria. Jacobs afirmou que transeuntes frequentemente iam ver a construção da casa e a maioria deles eram amigáveis. Um desses visitantes foi o arquiteto Walter Gropius, que na época era um professor na Universidade de Wisconsin–Madison; Wright supostamente se recusou a permitir que Gropius fizesse um passeio pela casa porque um arquiteto local tinha convidado Gropius sem a permissão de Wright. A família foi para a Pensilvânia ainda em agosto para visitarem a Casa da Cascata, cujo dono Edgar J. Kaufmann os tinha convidado para um passeio, depois presenteando-os com pedestais de bronze para lâmpadas. Jacobs afirmou que a visita à Casa da Cascata solidificou a opinião do casal de "que tivemos sorte de escolher Wright como arquiteto". A família e o arquiteto permaneceram amigos por várias décadas depois do fim da construção da casa.

### Uso da família Jacobs

#### Mudança e finalização

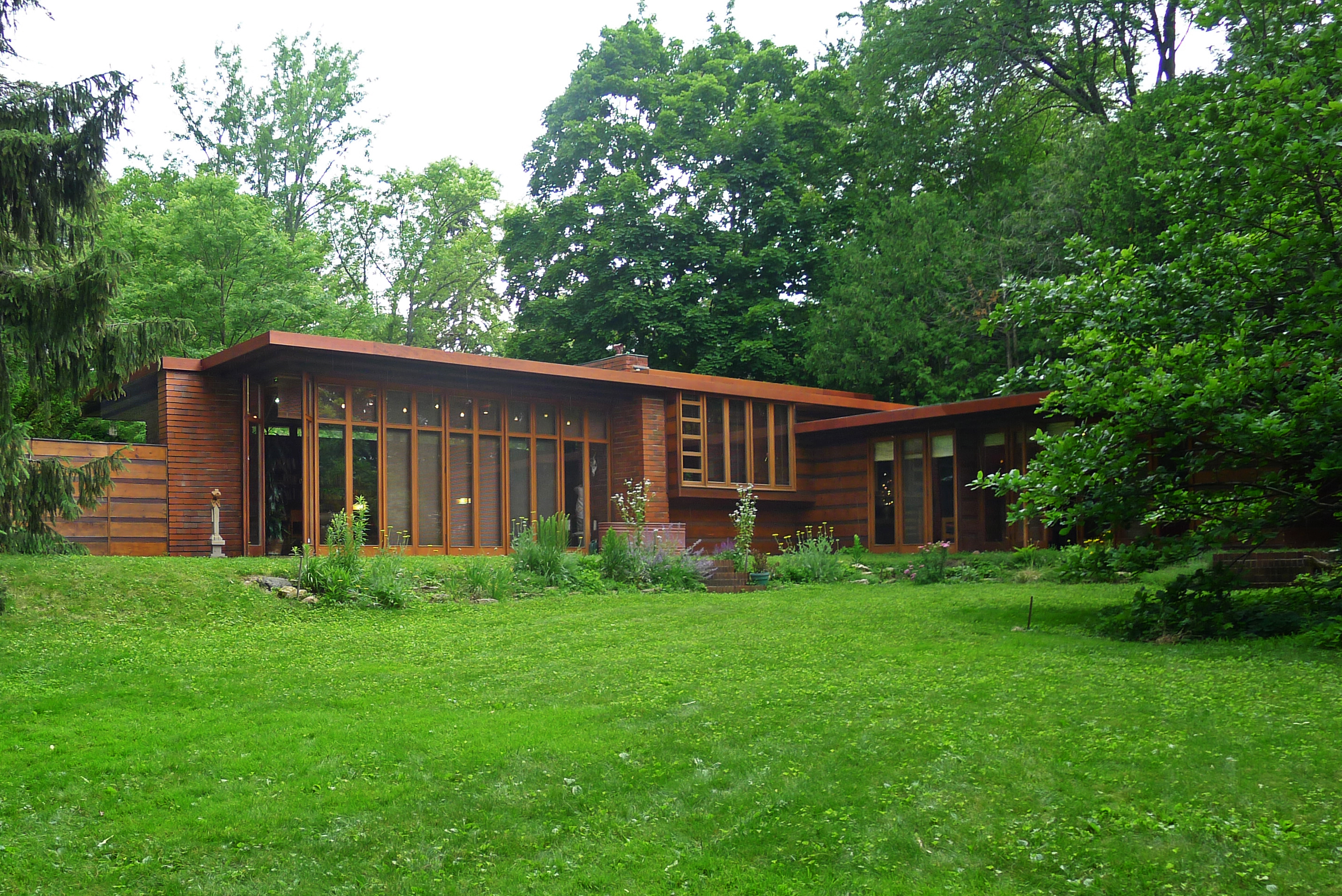
A fachada traseira

Grove comentou casualmente com Jacobs no final de 1937 que os empreiteiros continuariam a trabalhar nos toques finais durante o inverno. Isto fez com que Jacobs contemplasse se mudar para casa antes da construção terminar; segundo o próprio, a família conseguiu se mudar com todos os seus pertences em uma única van. Eles se mudaram em 27 de novembro; a casa ainda estava incompleta e os trabalhos continuaram por mais de um mês. Jacobs afirmou que carpinteiros só estavam motivados para terminarem o trabalho restante após o Natal, porém descobriram que não seriam mais compensados por prolongarem as obras. A família acabou gastando 5,5 mil dólares; o custo cresceu em quinhentos dólares porque os Jacobs pediram para Wright projetar um quarto adicional. A casa em si custou cinco mil dólares para construir, enquanto Wright cobrou uma comissão de 450 ou quinhentos dólares. A família tinha pouco dinheiro restante para adquirir móveis de qualidade, assim a Taliesin Fellowship de Wright deu para eles uma tigela de ferro fundido que originalmente tinha sido feita para a mansão Wingspread em Wind Point.
O projeto da casa atraiu grande interesse do público geral, especialmente por ser relativamente barata e ter vários elementos de projeto incomuns. O jornal The Kansas City Star afirmou que Jacobs era principalmente conhecido por sua casa nos anos seguintes à finalização. O Wisconsin State Journal, um competidor do The Capital Times onde Jacobs trabalhava, publicou uma matéria de primeira página sobre o projeto da casa. O interesse era tão grande que a família começou a cobrar 25 centavos de cada turista. Eles depois dobraram o valor para cinquenta centavos, que Jacobs afirmou ser para impedir que grupos de mulheres recepcionassem pessoas na casa nos fins de semana. Eles conseguiram ganhar dinheiro suficiente com os ingressos para pagarem a comissão de Wright.
Edgar Tafel, um aprendiz de Wright, afirmou que o arquiteto frequentemente aparecia na Casa Jacobs sem avisar, enquanto Jacobs disse que Wright muitas vezes batia nas janelas porque "ele gostava dos biscoitos de Katherine". Outros visitantes notáveis incluíram o crítico de teatro Alexander Woollcott (quem Wright levou como convidado) e o físico dinamarquês Niels Bohr. Além disso, a Taliesin Fellowship realizou algumas festas na casa. O fotógrafo Pedro E. Guerrero fez várias imagens da casa, a primeira residência projetada por Wright que ele fotografou. A família também enviou cartões postais de natal com imagens da casa. Katherine fez vários discursões para grupos femininos e elogiou o projeto dos aposentos, materiais e sistema de aquecimento, também dizendo que era uma casa fácil de se manter limpa.

#### Alterações posteriores
A casa, apesar de toda a sua popularidade, tinha alguns problemas de projeto, parcialmente porque alguns elementos de projeto usonianos ainda não tinham sido usados anteriormente. Por exemplo, o sistema de aquecimento não proporcionava calor suficiente durante climas frios, então precisou ser substituído por um sistema de água quente. A casa não tinha telas de proteção contra o clima quente do verão e a família não podia pagar janelas com vários painéis para proteção contra tempestades e invernos frios. Wright afirmou que tinha "esquecido" de projetar telas para a casa, posteriormente concordado em instalá-las à pedido da família, com o custo de 125 dólares sendo pago da comissão do arquiteto. As telas foram instaladas em abril de 1938. Além disso, um dos pegões de tijolos da sala de estar começou a inclinar porque os Jacobs não tinham construído um terraço preenchido com solo, como tinha sido estabelecido nos planos de Wright. Consequentemente, um aprendiz de Taliesin reforçou o pegão e Jacobs construiu o terraço. A família também pagou quinhentos dólares pela instalação de placas no teto, o que aumentou o custo final da casa para seis mil dólares.
O casal plantou um jardim de 6,1 por 24,4 metros do lado de fora da casa durante seu primeiro ano de moradia, o que ajudou a reduzir os gastos semanais com compras de alimentos de sete para quatro dólares. A família também plantou arbustos ao redor da casa que cresceram significativamente em apenas dois anos. Jacobs escreveu que "não nos sentimos privados" na casa, mesmo com eles tendo tão poucas economias a ponto de precisarem vender seu carro para conseguirem pagar pelo nascimento de seu segundo filho. Jacobs na época estava ganhando 42 dólares por semana e gastando pouco. A família também realizava eventos como exibições de filmes. O repórter Terry Teachout do The Wall Street Journal escreveu que os Jacobs gostavam da "beleza e conveniência" da casa, que eles consideravam simples mas luxuosa.
A família se mudou para uma fazenda em um morro perto de Middleton em 1942, aproximadamente dez quilômetros de distância da primeira casa. Wright tentou convencê-los a manter a primeira casa, porém a família achava que a área ao redor tinha ficado muito densamente construída. Segundo Jacobs, ele e Katherine decidiram se mudar após contemplarem a questão por apenas um curto período de tempo; ele escreveu em 6 de setembro sobre a intenção de vender a casa e se mudou para Middleton em 13 de novembro. A família deixou as mobílias embutidas no lugar, contratando um caminhão para levar suas outras posses para Middleton. Eles pouco depois contrataram Wright para projetar a Segunda Casa de Herbert e Katherine Jacobs, uma estrutura parecida com um "hemiciclo solar". A família se mudou para a segunda casa em 1948 e viveram no local até a aposentadoria de Jacobs em 1962, quando se mudaram para a Área da Baía de São Francisco na Califórnia.

### Donos posteriores

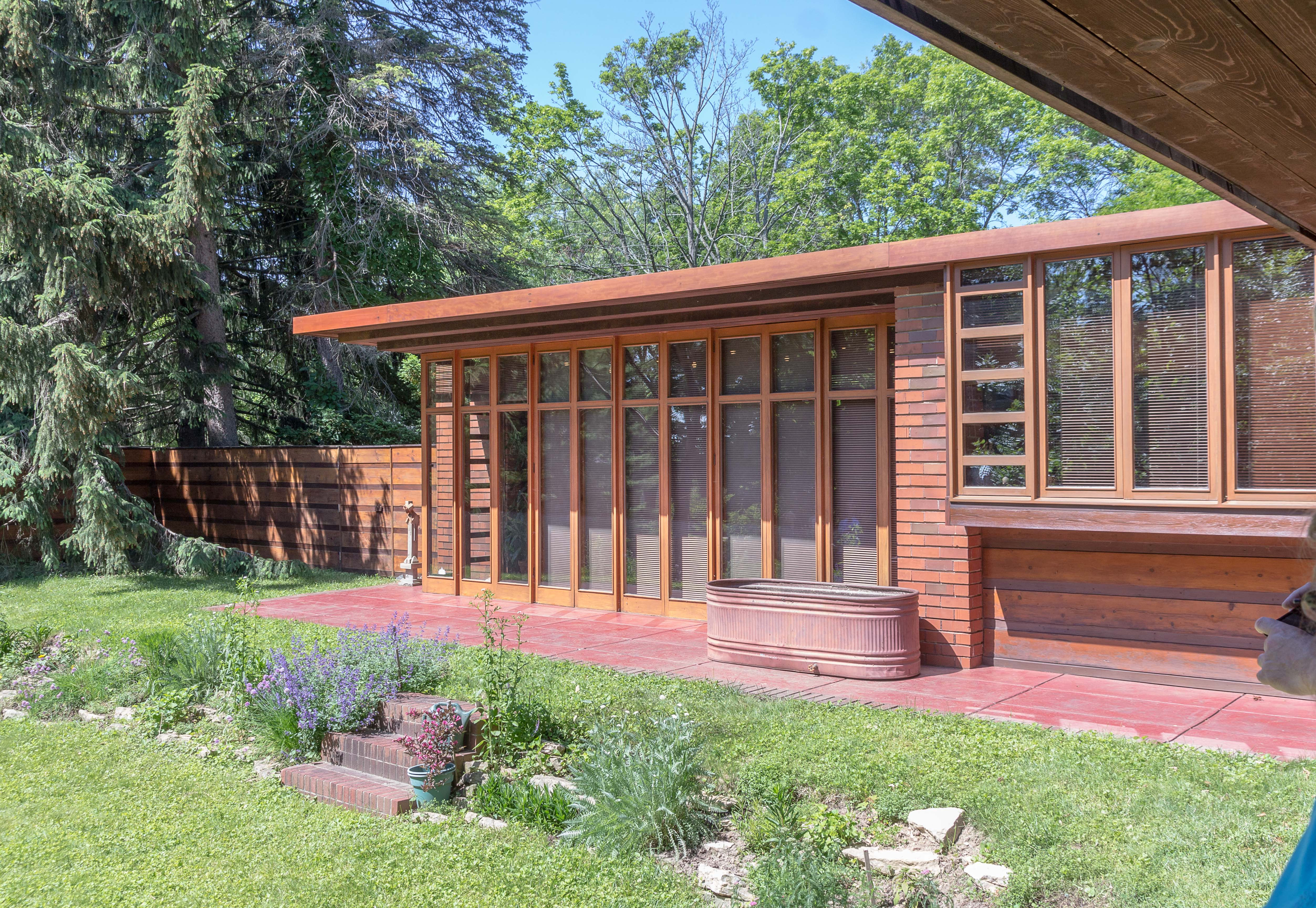
A fachada externa da sala de estar

Max W. Pohle, um dentista, adquiriu a propriedade no final da década de 1940. Os Pohle realizavam eventos na casa como aulas de leitura labial. Pohle viveu no local até morrer em 1953 e deixou a propriedade para sua esposa Ruth (com quem compartilhava a posse) e suas três irmãs. Foi registrado no final da década de 1950 que um tal de Leonard E. Sweet estava vivendo na residência. A casa foi incluída no final da década de 1960 em passeios a pé por edifícios históricos de Madison. O advogado Jerome S. Schmidt e sua esposa Lynn estavam vivendo na casa na década seguinte. Foi relatado em 1974 que a família de Thomas Harnley era a dona da casa, com o valor da residência sendo avaliado em 57,3 mil dólares em 1979.
A casa se deteriorou devido à negligência pelo passar dos anos. James Dennis, um historiador de arte que era professor na Universidade de Wisconsin–Madison, ficou interessado na casa na década de 1970 depois de ouvir Jacobs falar sobre ela. Segundo Dennis, os telhados estavam entortando sob o peso de suas superfícies de asfalto, a laje do piso estava coberta com um carpete e a janela original da área de jantar tinha sido substituída. Além disso, havia vazamentos nas janelas e as lajes de piso estavam empenadas, com a garagem coberta estando em condições tão ruins que precisou ser derrubada. Um dos donos anteriores tinha revestido as fachadas de madeira com creosoto, deixando-as pretas; O repórter Jacob Stockinger do The Capital Times afirmou que a casa tinha sido pintada na década de 1970.

#### James Dennis
Dennis comprou a casa por aproximadamente cem mil dólares. Ele financiou parcialmente a compra ao vender algumas pinturas e impressões que tinha, já que não existia espaço suficiente na casa para guardar esses objetos. Dennis iniciou em 1983 um processo de renovação para restaurar a casa para sua aparência original. O arquiteto John Eifler projetou a renovação, enquanto Bradley Lynch supervisionou a renovação e foi o gerente de construção. Os trabalhadores conseguiram os desenhos arquiteturais originais da casa nos arquivos de Taliesin Oeste. O projeto incluiu restaurar a fachada, reforçar uma janela saliente caída, inserir vigas de aço no telhado, reconstruir a garagem e remover a parede sul da sala de estar. Além disso, o sistema de aquecimento e eletrodomésticos da cozinha foram substituídos, as paredes de madeira limpadas e novas janelas, prateleiras e fiações extras adicionadas. Alguns dos alunos e amigos de Dennis ajudaram, bem como seus filhos David e John. Fornecedores também doaram materiais. Visitantes durante a renovação incluíram o arquiteto Marshall Erdman e até mesmo os próprios Herbert e Katherine Jacobs.
Dennis afirmou ter gasto tanto dinheiro na restauração quanto na casa, hipoteca e juros da hipoteca, ficando endividado enquanto restaurava a construção. A renovação durou cinco anos, com a família só conseguindo se mudar em 1985. Dennis e sua esposa Laurel dormiam em um dos quartos, enquanto os outros dois quartos eram usados como salas de estudo. A organização local Capital Community Citizens premiou Dennis e Nancy Kendrick em 1989 por seus trabalhos na preservação da casa, elogiando Dennis por ter fielmente restaurado a arquitetura original apesar dos altos custos. O Instituto Americano de Arquitetos premiou a Eifler & Associates, a empresa de Eifler, com um prêmio de restauração, com Dennis e Kendrick também recebendo o Prêmio de Preservação Madison Trust. Dennis tentou recuperar alguns dos móveis originais da casa de uma galeria em Chicago, processando quando não conseguiu. À longo-prazo, ele também queria realizar os planos originais de Wright para o jardim.
A casa continuou a atrair visitantes; o Centro de Artes de Madison realizou uma exibição de arte no local em 1991, com Dennis algumas vezes dando passeios pela casa para visitantes estrangeiros e transeuntes. Ele comentou que precisava frequentemente realizar manutenção nas janelas e fachada, comparando com a manutenção de um barco. Dennis afirmou que a casa sempre teve um "efeito calmante" por causa de suas dimensões e materiais. A casa foi avaliada em 280,2 mil dólares em 2015, com Dennis permanecendo o dono em 2025. A propriedade é fechada ao público, mas faz parte de alguns passeios guiados que passam em frente do terreno.

## Arquitetura
A Casa Jacobs é algumas vezes citada como a primeira casa usoniana de Wright, também sendo conhecida como Jacobs I ou Usonia Nº 1. Este último nome é algumas vezes atribuído ao próprio Wright, porém ele também afirmou que o primeiro projeto usoniano foi a Casa Millard de 1923 em Pasadena, na Califórnia. O projeto de Wright para a família Hoult em Wichita no Kansas e para a família Lusk em Huron na Dakota do Sul também já foram citados como precedendo a Casa Jacobs, porém nenhuma delas foi construída. A residência é um de vários edifícios projetados por Wright em Madison, junto com a Segunda Casa de Herbert e Katherine Jacobs, a Casa de Eugene A. Gilmore e a Primeira Sociedade Unitária de Madison. Era na década de 1980 um de oito prédios de Wright sobreviventes no Condado de Dane.
A casa é uma estrutura de um andar que mede 18,2 metros de largura por 23,4 metros de comprimento. Wright simplificou a disposição cruciforme de quatro alas de suas residências anteriores em duas alas em "L", omitindo a ala dos funcionários, segundo andar, porão completo e telhado de quatro águas. A ala oeste, que fica de frente para a rua, contém o espaço combinado de estar e jantar. Outra ala, orientada ao longo do lado norte do local, contém os quartos. O banheiro e a cozinha ocupam um núcleo de alvenaria no canto que conecta as duas alas; o núcleo serve como uma estrutura transicional entre o espaço comunal de estar e jantar e os quartos.
Wright experimentou com vários elementos de projeto a fim de reduzir custos. Por exemplo, a casa usa aquecimento radiante, garagem sem fechamento e telhados planos, tendo sido construída durante uma época em que muitas residências tinham radiadores, garagens fechadas e telhados inclinados com calhas. Os beirais salientes do telhado ajudam a moderar a temperatura da casa, desviando o calor durante o verão; as portas de vidro da fachada leste da casa permitem que a luz solar entre durante o inverno, quando o sol fica mais baixo no céu. As paredes sanduíche de três camadas consistem em uma camada central vertical de tábuas de pinho encaixadas entre duas camadas de tábuas horizontais, o que eliminou a necessidade de revestimentos de parede, papéis de parede ou acabamentos de gesso. As tábuas de pinho são fixadas em ripas, com uma folha de papel de feltro entre cada camada de tábuas, algo que Wright afirmou que iria eliminar perigos de incêndio e infestações.

### Exterior

#### Fachada

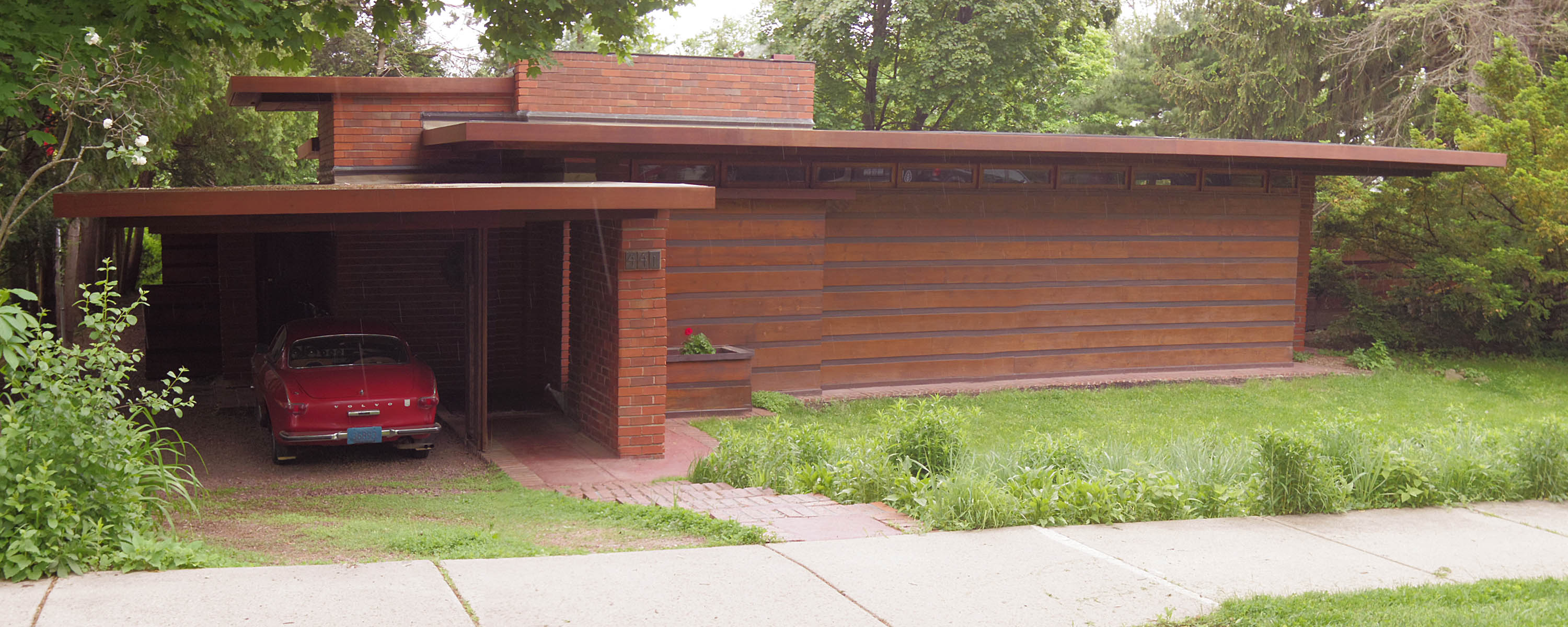
A fachada oeste, com a garagem à esquerda

A fachada é feita de vidro, tijolos e tábuas de madeira. O projeto de Wright evitou grandes janelas frontais, deixando a fachada principal ou oeste como uma parede sanduíche de projeto simples. Também há grandes paredes de madeira na fachada norte, bem como na fachada sul da ala oeste e na fachada leste da ala norte. As partes externas das paredes sanduíche possuem tábuas horizontais e são revestidas com óleo de linhaça. As únicas janelas nas paredes sanduíche ficam logo abaixo do telhado, onde pequenas janelas clerestório iluminem os interiores. Essas janelas têm trinta centímetros de altura e são divididas verticalmente por mainéis espaçados a cada sessenta centímetros. Segundo o historiador Robert McCarter, a escassez de janelas pretendia indicar que o lado da rua era "claramente fora do domínio habitável da casa".
A fundação é revestida em tijolos porque Wright queria que ela ancorasse visualmente a casa ao chão. A fachada norte também é revestida de tijolos e contém a entrada principal. Os tijolos da fachada são separados por juntas de argamassa; as juntas horizontais são bastante rusticadas, enquanto as verticais são lisas como o resto da fachada. A casa usou tijolos que sobraram da construção da Sede da Johnson Wax para economizar dinheiro, o que pode explicar por que alguns tijolos têm formato irregular ou são curvos. Wright projetou uma garagem na fachada norte que é parcialmente fechada em dois lados e com uma cobertura, em vez de completamente fechada. A cobertura da garagem é uma extensão do telhado da ala norte, ficando em balanço a partir da parede norte da fachada e pendendo sobre a entrada de cascalho.
As janelas originais tinham um painel de espessura. Diferentemente da fachada oeste, as fachadas leste e sul possuem portas de vidro e janelas. As fachadas de vidro da sala de estar medem 2,7 metros de altura por 8,5 metros de largura, já dos quartos têm 2,1 metros de altura. As janelas podiam ser abertas durante o verão, o que segundo Jacobs criava o efeito de que o telhado estava flutuando. Há ripas de madeira Aeroshade atrás das janelas que podem ser fechadas para maior privacidade. Uma janela saliente ilumina o nicho de jantar da sala de estar, que fica na fachada leste. Dennis substituiu as janelas originais por janelas térmicas.

#### Telhados
Os telhados são escalonados em três níveis; o mais baixo fica acima da ala norte e do nicho de jantar, enquanto o mais alto acima da cozinha e banheiro. As janelas clerestório ficam entre a fachada e os diferentes níveis do telhado. Cada seção é feita de vigas sobrepostas de 5,1 por 10,2 centímetros conectadas em conjuntos de três para criar lajes de 5,1 por 30,5 centímetros. Os telhados projetam-se da fachada em todos os lados criando beirais com profundidades de trinta centímetros a 1,83 metro. Estes diminuem em espessura de trinta centímetros no telhado para dez nas extremidades. Alguns beirais têm funções práticas, outros são apenas estéticos; Jacobs escreveu que Wright afirmou que os beirais dariam à casa "uma sensação de abrigo". Os beirais e as paredes sanduíche enfatizam a orientação horizontal da fachada.

### Interior

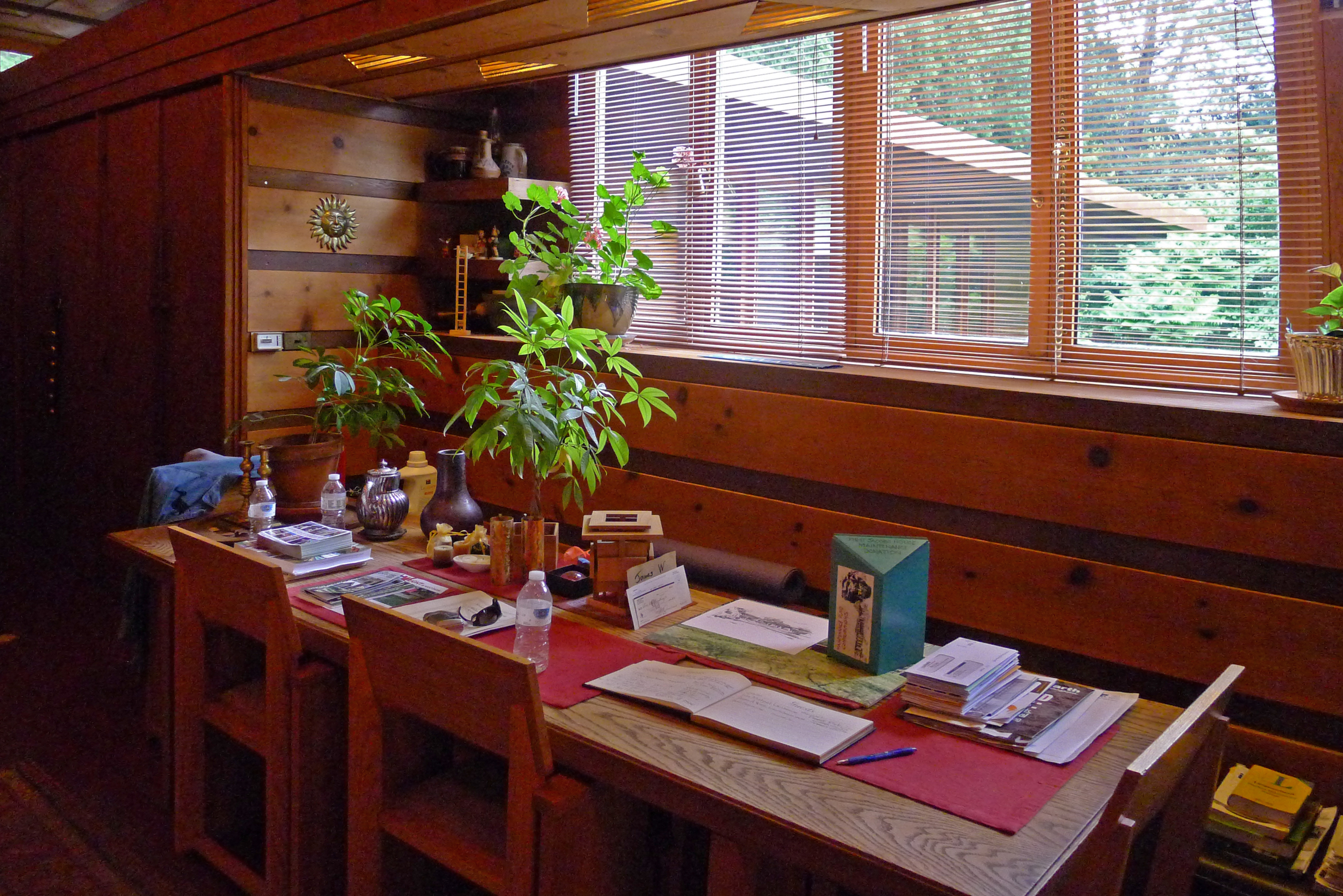
O nicho de jantar

A casa foi construída com 144 metros quadrados, com um pequeno porão sob a cozinha. A planta baixa está disposta em uma grande de 61 centímetros por 1,22 metro. A grade é interrompida em vários locais; por exemplo, alguns corredores e portas tem 91 centímetros de largura, já a escada para o porão passa por alguns dos retângulos da grade. A posição das paredes varia entre os aposentos, criando espaços irregulares. Tiras de zinco estão fixadas na parte inferior das paredes para que fossem instaladas ao longo da grade. As placas de parede sanduíche dividem a casa verticalmente em módulos de 33 centímetros de altura. O posicionamento das estandes, luzes, janelas, beirais é chaminé estão baseados nesses módulos. A maioria das paredes são de madeira, exceto na entrada e sala de estar, onde tijolos indicam espaços comunais.
O teto é revestido com tábuas e ripas embutidas que dividem a superfície em módulos de 33 centímetros de largura. A altura dos tetos varia em cada aposento para dar a impressão que a casa é maior do que realmente é. Os tetos da cozinha e banheiro tem 3,53 metros, dos espaços comunais 2,84 metros e dos quartos 2,21 metros. Wright também projetou a mobília embutida, insistindo que os móveis preexistentes dos Jacobs eram incompatíveis com o resto do projeto. Harold e Clarence Wescott, primos de Katherine, construíram todos os móveis, com Jacobs comentando incluíam duas mesas grandes, uma mesa de café, seis cadeiras de jantar, duas poltronas, um pufe e uma mesa com cadeiras para crianças.

#### Ala oeste
A ala oeste contém os aposentos comunais e quase não tem portas, pois Wright combinou as áreas de estar e jantar em um único espaço de planta aberta. Isto deu aos Jacobs um grande aposento sem estourar seu orçamento, também permitindo que Wright omitisse do projeto "aposentos formais". A entrada principal é através da garagem e leva a uma passagem que corre junto do lado oeste da casa, ao oeste da cozinha. A passagem é iluminada pelas janelas clerestório da fachada oeste. Wright afirmou que a passagem eliminou a necessidade dos ocupantes da casa convidarem "pessoas com apenas assuntos temporários" para dentro da sala de estar.

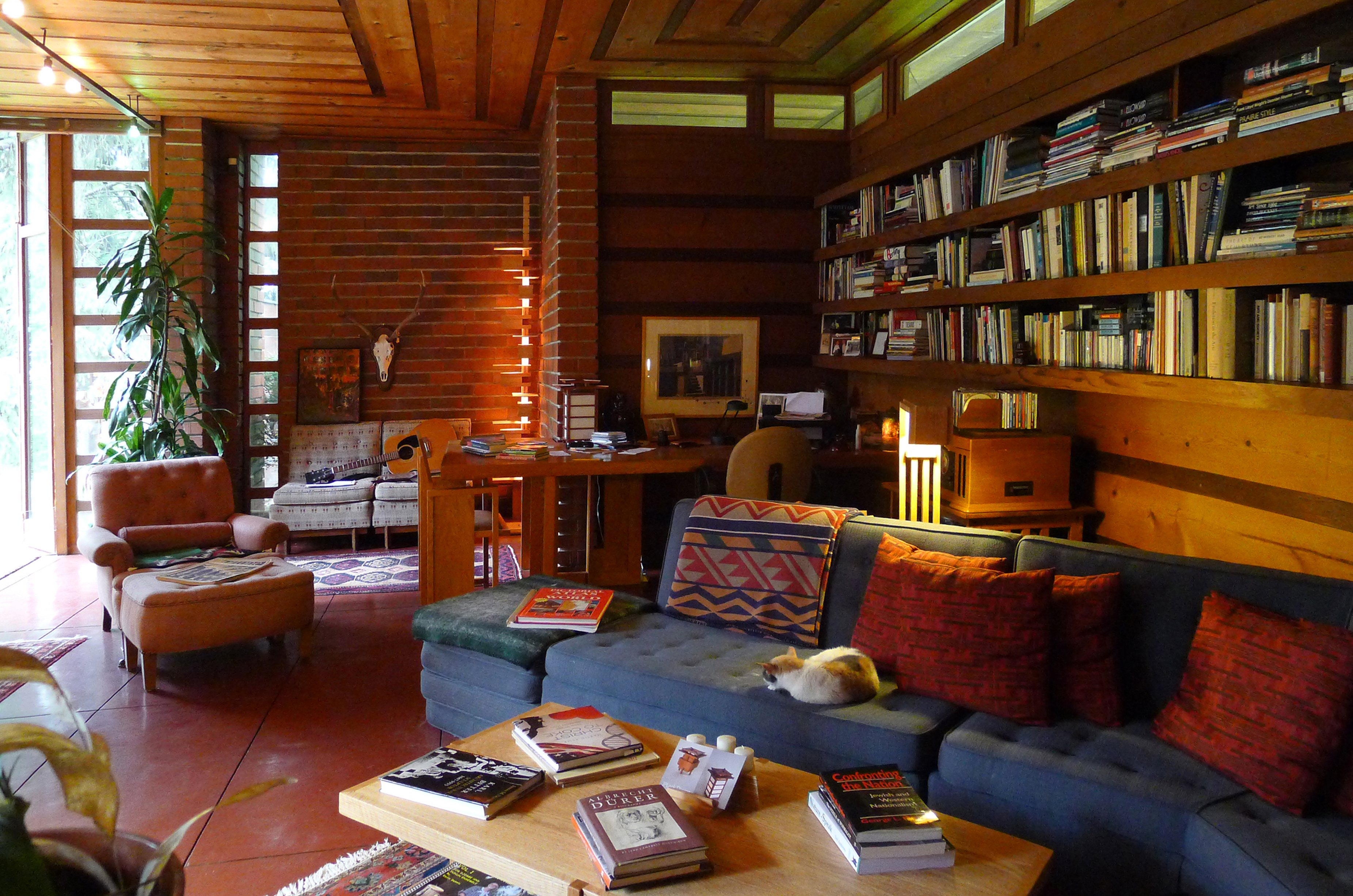
O canto de leitura na sala de estar

A sala de estar mede 8,8 por 5,5 metros com um contorno de 1,5 por 1,8 metros em uma das paredes. Há um canto de leitura com uma escrivaninha embutida próxima de uma parede com prateleiras de livros embutidas. Em outro canto da sala de estar está um nicho para refeições que mede 1,2 por 3,7 metros; o nicho projeta-se parcialmente em um corredor que leva para a cozinha e a ala norte. O nicho de refeições está localizado na fachada leste com vista para o quintal, tendo uma mesa estreita de 2,4 metros de comprimento e 61 centímetros de largura. Na parede atrás da mesa estão assentos embutidos. As portas para o quintal estão na parede leste, enquanto na parede oeste estão prateleiras abaixo do teto. Também há uma lareira funciona na sala de estar, que Wright descreveu como "um elemento estrutural integral feito de materiais do próprio prédio".
O núcleo da casa inclui a cozinha e o banheiro, bem como a parede norte e a lareira da sala de estar. Um corredor leva da sala de estar para a cozinha, que também é chamada de área de serviço. Este aposento, que abre diretamente para o nicho de jantar, mede 2,1 por 2,4 metros, porém armários em três lados reduzem a área útil para 1,2 por 1,5 metros. O espaço é iluminado pelas janelas clerestório no topo. A localização da cozinha permitiu que os habitantes da casa recepcionassem e servissem comida para visitantes mais facilmente, diferentemente de cozinhas anteriores que tipicamente ficavam escondidas em cantos. O piso da cozinha é revestido de madeira porque está diretamente acima da fornalha da casa. Jacobs afirmou que Katherine conseguia preparar refeições para quarenta a cinquenta convidados na cozinha apesar de seu pequeno tamanho.
Ao lado da cozinha está um banheiro retangular com uma banheira triangular em um dos cantos; esta banheira não possui chuveiro. Um armário de linho de 1,83 metro por 61 centímetros com uma cabine telefônica fica no corredor diretamente do lado oposto ao banheiro. O pequeno porão embaixo da cozinha mede 2,4 por 4,9 metros ou 1,8 por 5,2 metros. Ele é acessado por uma escada que está localizada entre a cozinha e o banheiro, medindo 61 centímetros de largura.

#### Ala norte

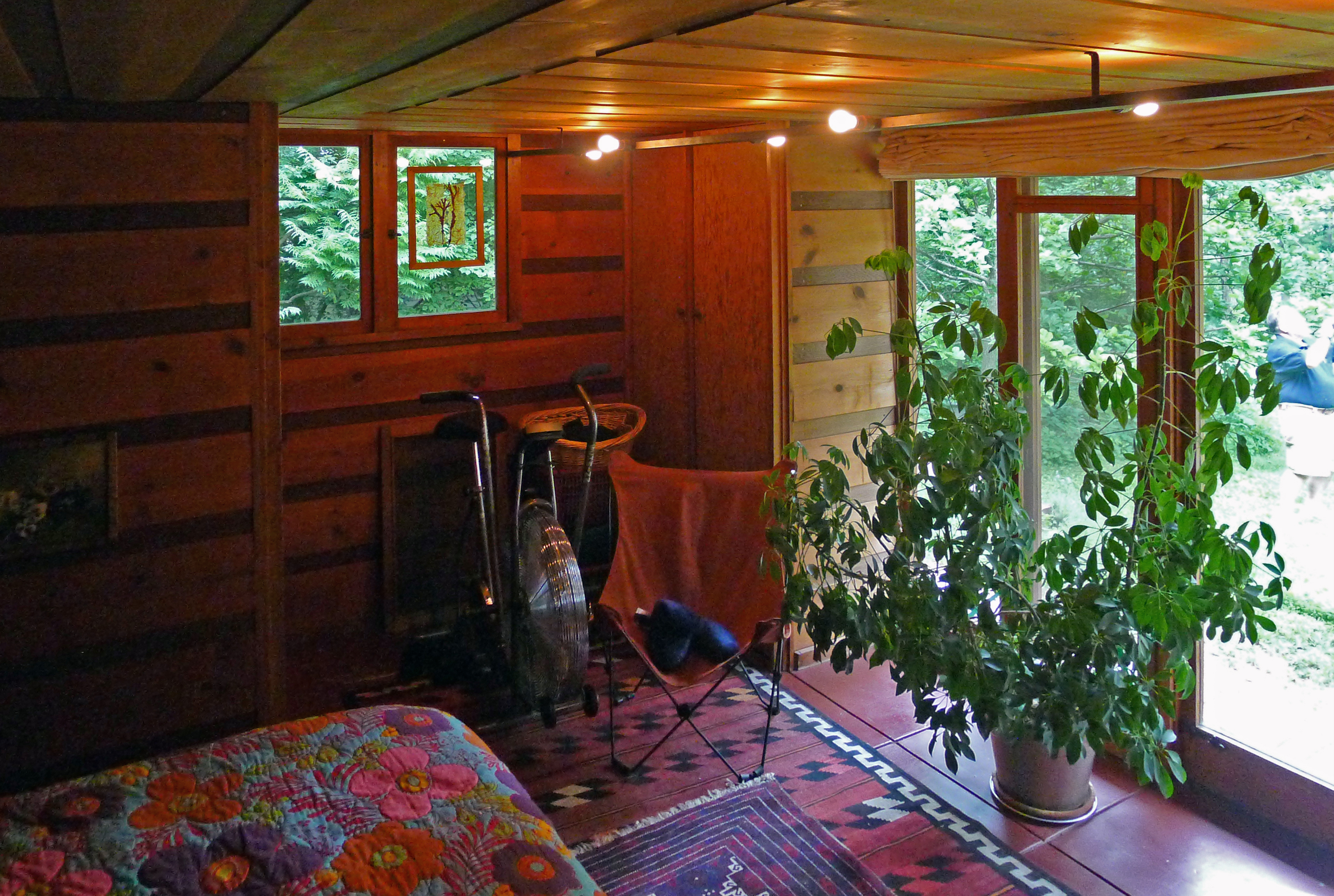
O quarto principal

A casa tem três quartos localizados na ala norte. Segundo Jacobs, Wright disse que colocar quartos e espaços comunais em alas separadas iria "garantir maior privacidade e tranquilidade". O último quarto é chamado de sala de estudos; não se sabe porque os planos de Wright classificam esse quarto como sala de estudos. Os quartos estão conectados a um corredor no lado norte, terminando na sala de estudo. O corredor vira duas vezes antes de chegar na sala de estudo, ampliando para um espaço de 2,1 por 2,1 metros do lado de fora desse aposento. Este espaço também é conhecido como "oficina".
Todos os quartos, incluindo a sala de estudos, tem 3,7 metros de largura. O primeiro quarto tem uma planta em sua maior parte quadrada e mede 3,7 por 3,7 metros, com um armário projetando-se para dentro; possui três portas ao sul para o quintal. O segundo quarto é maior e tem seis portas para o quintal; a parede leste tem uma janela com uma alcova medindo 1,2 por 1,8 metro, sendo flanqueada por armários dos dois lados. A sala de estudos é o menor dos três quartos, medindo 2,4 metros com três janelas para o norte e uma porta para o quintal. Este aposento também inclui uma escrivaninha e cama embutidas. Além disso, há prateleiras de armazenamento de quatro por dois metros com uma profundidade de 61 centímetros. Sob estas prateleiras há espaço para guardar grandes peças de vestuário.

#### Elementos internos
A fundação é uma laje de concreto vermelho colocada em cima de uma camada de areia ou cascalho. O sistema de aquecimento radiante consiste de canos de água quente embutidos na laje de concreto, eliminando a necessidade de radiadores e tampas de radiador de marcenaria. Esse sistema foi inspirado em um similar que Wright tinha visto em Tóquio, no Japão, anos antes. Cada cano tem 51 milímetros de diâmetro e estão arranjados em circuitos, com quatro sob a sala de estar e três sob os quartos. A fornalha que fornecia o calor do vapor ficava no porão. Jacobs escreveu que "vapor para o tamanho da nossa casa simplesmente não tinha sido a resposta certa"; o quarto mais ao leste ficava consistentemente gelado no inverno porque o vapor fluía pelos circuitos da sala de estar antes de fluir para os do quartos.
Apenas a cozinha e o banheiro foram equipados com encanamento no projeto original para economizar dinheiro. Wright manteve a fiação elétrica no mínimo, embutindo os fios em canais em formato de "U"; uma fonte descreveu o sistema elétrico como uma "pista de corrida elétrica" com lâmpadas colocadas apenas onde necessário. Originalmente existiam 48 soquetes de lâmpadas, todos expostos porque Wright não se importava com suas aparências. Os soquetes nos quartos com teto baixo ficavam nas paredes, já nos espaços comunais ficavam nas paredes e nos tetos. Dennis desmontou algumas das paredes sanduíche para adicionar mais fiações elétricas.

## Impacto

### Crítica

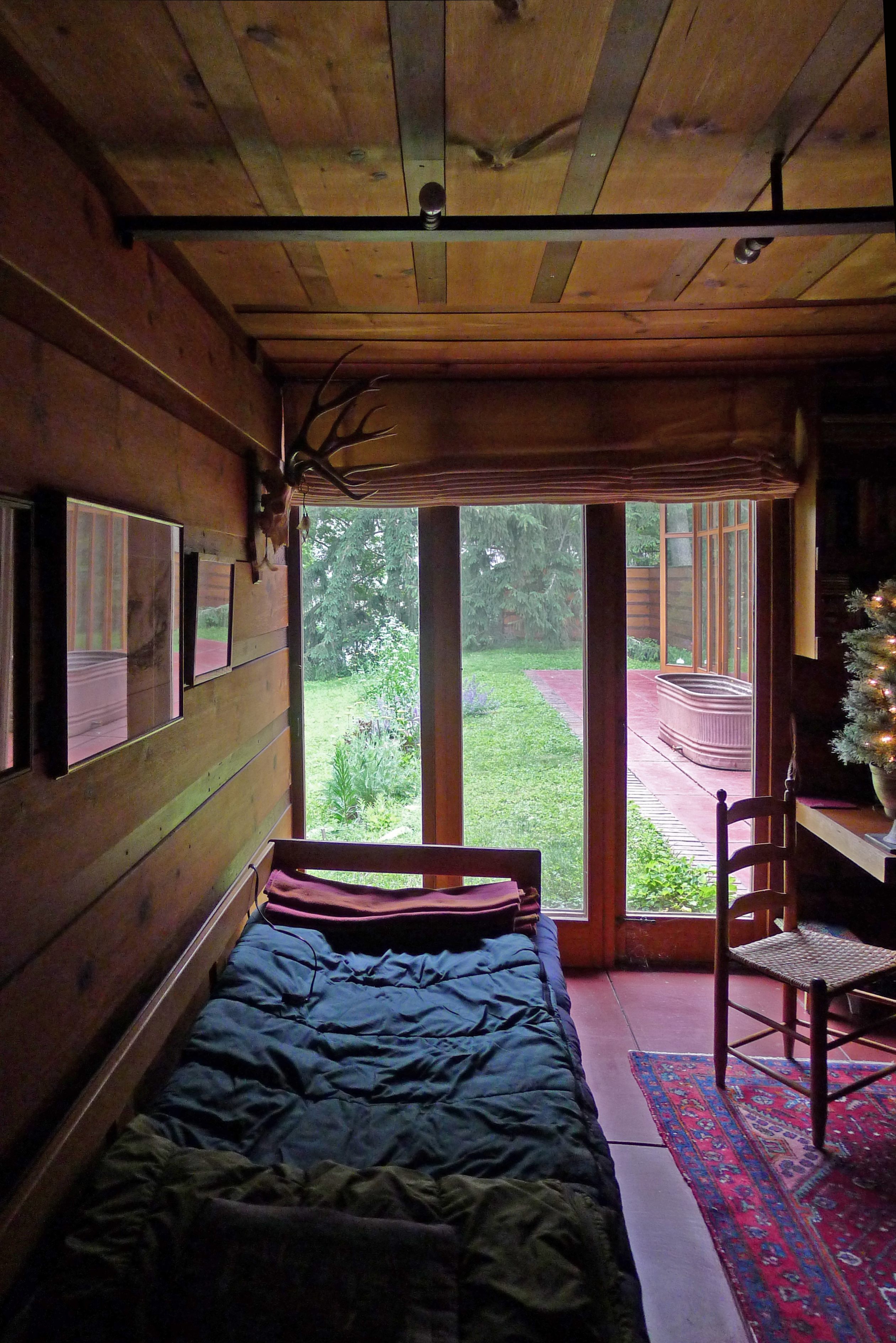
O primeiro quarto

A casa teve uma recepção mista de diversas publicações quando foi originalmente finalizada. O jornal Honolulu Star-Bulletin escreveu que a estrutura "demonstra o bom planejamento de Wright e seu uso razoável de materiais". O The Berea Citizen caracterizou a Casa Jacobs e a Casa da Cascata de exemplos de como Wright adaptava seus projetos à paisagem ao redor. Já Geoffrey Baker do The New York Times escreveu que "Wright certamente tem alguma contribuição a dar, possivelmente por inspiração e não por exemplo" em relação ao projeto de casas de baixo custo; isto fez com que Jacobs escrevesse uma resposta indignado ao jornal. O The Evening Star disse que a casa e outros projetos usonianos "lembram demais as casas hoje mantidas em granjas avícolas modernas para aves alimentadas para abate".
John Welchman do The New York Times escreveu em 1985 que o exterior da casa se parecia com um logotipo gráfico por causa de suas linhas retas e detalhes. O historiador John Sergeant descreveu os interiores em 1984 como "complexos e ambíguos", também achando que a fachada "dá uma clara sensação de identidade a partir da rua e um domínio provado de dentro". O historiador Alvin Rosenbaum afirmou em 1993 que a casa combina a a natureza acolhedora de suas casas maiores e a funcionalidade de suas casas menores, enquanto o crítico arquitetônico Blair Kamin a descreveu como "a mesma varredura que abraça a terra das casas Praire mais caras do arquiteto". O crítico arquitetônico Robert McCarter escreveu em 1997 que o projeto da casa talvez tenha sido inspirado na arquitetura residencial japonesa, bem como no princípio exposto no século XIX pelo arquiteto alemão Gottfried Semper em que a laje do piso, chaminé, telhado e paredes eram construídas nessa ordem. Nesse mesmo ano, a repórter Lisa Schuetz do The Capital Times elogiou a construção como "brilhante em seu ritmo matemático e quase musical das proporções". A biógrafa Meryle Secrest afirmou que a casa fora um "presente disfarçado" para Wright porque o forçou a projetar economicamente.
Whitney Gould do Milwaukee Journal Sentinel, uma ex-aluna de Dennis, escreveu em 2003 que "Aqui não há floreios exibicionistas. E esse era exatamente o objetivo". A historiadora Carla Lind disse em 1994 que "a ligação horizontal da casa Jacobs ao seu local parece tão natural quanto os materiais com os quais foi construída". Lucas Aykroyd do Toronto Star descreveu a casa em 2022 como tendo uma "aura reconfortante de privacidade impenetrável da classe média" por causa do projeto de suas janelas, paredes e tetos de madeira". John Waters da Conservação de Edifícios de Frank Lloyd Wright afirmou em 2024 que todos os princípios básicos das residências usonianas vieram da Casa Jacobs. A revista Fine Homebuilding listou a construção em 2006 como uma das 25 casas mais importantes dos Estados Unidos.

### Influência

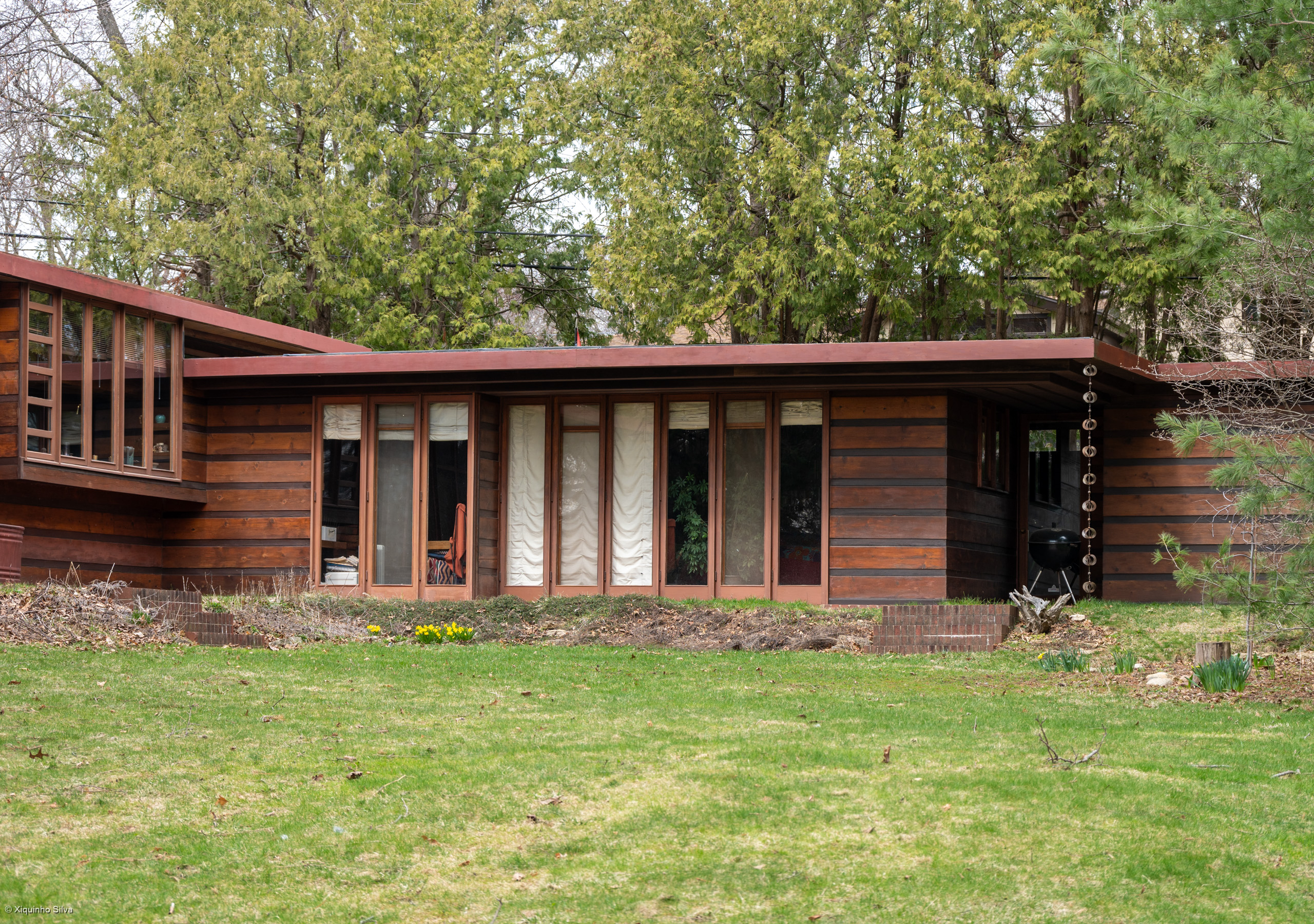
A fachada externa dos quartos

Jacobs refletiu que suas casas projetadas por Wright se tornaram famosas "para nosso espanto – e às vezes inconveniência"; a primeira especialmente recebeu grande atenção internacional. Susan, filha do casal, comentou que os visitantes frequentemente "ficavam de quatro" para examinarem o sistema de aquecimento. Imagens da casa apareceram na edição de janeiro de 1938 da revista Architectural Forum; a Casa Jacobs causou mais respostas do que qualquer outra que apareceu na edição. Jacobs também vendeu imagens para a revista Time por cinquenta dólares, porém nunca foram publicadas. A popularidade da residência fez com que pessoas de todos os Estados Unidos entrassem em contato com Wright em busca de projetos. O próprio Wright considerou a casa como um avanço arquitetônico para seus trabalhos. Ele comentou: "A casa de custo moderado é não apenas o grande problema arquitetônico da América, mas o problema mais complicado para seus grandes arquitetos. Para mim, eu preferiria resolvê-lo com satisfação para mim mesmo e Usônia do que construir qualquer coisa que eu possa pensar neste momento".
Wright continuou a refinar os elementos arquitetônicos pioneirizados na Casa Jacobs em projetos seguintes, dedicando sua carreira posterior a projetar casas usonianas. Os elementos arquitetônicos da casa foram popularizados após sua construção. Wright usou frequentemente três tais elementos em seus trabalhos posteriores: paredes de tábuas e ripas, um sistema de aquecimento radiante e uma grade modular no piso. Dentre os outros elementos arquitetônicos amplamente usados da Casa Jacobs estavam o sistema de iluminação minimalista, a garagem, as janelas de canto e aposentos de planta aberta. Secrest afirmou que Wright frequentemente procurava oportunidades para reutilizar a planta baixa da casa. Ele acabou projetando dezenas de residências usonianas similares por todo o país, como por exemplo casas em formato de "L" no oeste, meio-oeste e sul dos Estados Unidos e as Casas Pré-Fabricadas de Marshall Erdman na década de 1950. Algumas dessas casa em "L", como a Casa Rosenbaum no Alabama, tem a frente para longe da rua como a Casa Jacobs. Essas residências tipicamente também tinham tetos planos e entradas pelas garagens, elementos que a Administração Federal de Habitação estava relutante em financiar.
A Casa Jacobs também influenciou casas criadas por outros arquitetos, como uma residência projetada por Jeffrey Cain em Saukville, casas geminadas projetadas por Joseph Eichler na Área da Baía de São Francisco e um projeto de "kit casa" que proprietários podiam comprar e montar eles mesmos. A Casa Jacobs também é creditada como tendo inspirado casas de fazenda na década de 1950 e casas em série. O Instituto sobre a Estética de Frank Lloyd Wright da Universidade de Wisconsin citou a Casa Jacobs como um de dois edifícios de Madison que mais contribuíram para a arquitetura estadunidense, com o outro sendo o nunca construído Clube Náutico Yahara.

### Mídia e exibições
Fotografias da casa foram exibidas na Academia de Arte de Honolulu, na Academia Williston e no Teatro União de Wisconsin. Além disso, uma miniatura da casa foi mostrada em 1940 em uma exibição do Museu de Arte Moderna de Nova Iorque, com outra miniatura sendo exibida no mesmo museu em 1994. O Museu Solomon R. Guggenheim, também em Nova Iorque, exibiu uma miniatura da casa como parte da exibição Frank Lloyd Wright: From Within Outward em 2009.
Herbert e Katherine Jacobs escreveram em 1978 um livro sobre suas casas projetadas por Wright, Frank Lloyd Wright: An Illustrated Memoir. A casa foi detalhada em 1984 no documentário Uncommon Places: The Architecture of Frank Lloyd Wright da PBS Wisconsin e no livro Frank Lloyd Wright de Robert McCarter em 1997.

### Designações
A Casa Jacobs foi adicionada ao Registro Nacional de Lugares Históricos em 1974, sendo no mesmo ano designado como um marco municipal pela Comissão de Marcos da Cidade de Madison. Ela foi adicionada novamente no Registro Nacional em 2003 como um Marco Histórico Nacional, com uma placa comemorando essa designação sendo instalada em 2005. O Departamento do Interior indicou em 2015 a Casa Jacobs e outros nove edifícios projetados por Wright para a lista de Patrimônio Mundial da UNESCO; os edifícios tinham sido antes indicados em 2011. A UNESCO acabou escolhendo oito estruturas em julho de 2019, incluindo a Casa Jacobs, sob o conjunto "Arquitetura do Século XX de Frank Lloyd Wright". A casa foi escolhida para integrar a lista por ter sido o primeiro projeto usoniano da Wright.